# Mečenčani
Mečenčani falu Horvátországban, a Sziszek-Monoszló megyében. Közigazgatásilag Donji Kukuruzari községhez tartozik.

## Fekvése
Sziszek városától légvonalban 22, közúton 33 km-re délre, községközpontjától 6 km-re északnyugatra, a Zágrábot Hrvatska Kostajnicával összekötő 30-as számú főúttól délre, a Samarica-hegység (Šamarica gora) északi részén, a Sunja-folyó jobb partján fekszik.

## Története
A falu török kiűzése után betelepített falvak közé tartozik. Az 1683 és 1699 között zajlott felszabadító harcokat a karlócai béke zárta le, melynek eredményeként a török határ az Una folyóhoz került vissza. Az első pravoszláv népesség 1690 körül érkezett. Ők Boszniából a bosanska dubicai moštanicai monostor szerzeteseivel és Ljubojević Atanáz metropolita vezetésével érkeztek és megalapították a közeli komogovinai pravoszláv kolostort. 1696-ban a szábor a bánt tette meg a Kulpa és az Una közötti határvédő erők parancsnokává, melyet hosszas huzavona után 1704-ben a bécsi udvar is elfogadott. Ezzel létrejött a Báni végvidék, horvátul Banovina, vagy Banja. Az osztrák generálisok azonban védelmi célból a Zrínyi-hegység vidékére a török határövezetből érkezett pravoszláv katonákat, köznevükön martalócokat telepítettek be azokat, akik korábban török szolgálatban éppen a horvát falvak és városok fosztogatását végezték. Ekkor már nemcsak a határövezetből, hanem Hercegovina, Nyugat-Szerbia, Montenegró, Koszovó és Metohija, valamint Bosznia más vidékeiről is számos szerb család érkezett. Ezzel e vidék etnikai összetétele véglegesen megváltozott.
A falvak legnagyobb része a 18. század elején és közepén alakult ki. Fejlődésük a 18. század második felében Károlyvárosból Glinán és Petrinyán át Kostajnicára menő főút megépítésének és a forgalom újbóli megindulásának köszönhető. A falu 1773-ban az első katonai felmérés térképén „Dorf Mechenichani” néven szerepel. Lipszky János 1808-ban Budán kiadott repertóriumában szintén „Mechenichani” a neve.  Nagy Lajos 1829-ben kiadott művében ugyancsak „Mechenichani” néven 72 házzal és 362, többségben görögkeleti vallású lakossal szerepel. A Petrinya központú második báni ezredhez tartozott. 1857-ben 213, 1910-ben 384 lakosa volt. A katonai közigazgatás megszüntetése után Zágráb vármegye részeként a Petrinyai járáshoz tartozott. 1918-ban az új szerb-horvát-szlovén állam, majd később Jugoszlávia része lett.
Különösen nehéz időszakot élt át a térség lakossága a II. világháború alatt. 1941-ben a németbarát Független Horvát Állam része lett, de a lakosság egy része csatlakozva a partizánokhoz felkelt az új rend ellen és a végső győzelemig harcolt. A délszláv háború előtt lakosságának 98%-a szerb nemzetiségű volt. 1991. június 25-én a független Horvátország része lett. A délszláv háború idején szerb lakossága a szerb erőkhöz csatlakozott. A Krajinai Szerb Köztársasághoz tartozott. A falut 1995. augusztus 7-én a Vihar hadművelettel foglalta vissza a horvát hadsereg. A szerb lakosság többsége elmenekült és helyükre a boszniai Szávamentéről, Közép-Boszniából és Banja Luka környékéről horvát lakosság érkezett. A településnek 2011-ben 148 lakosa volt.

## Népesség
| Lakosság változása | Lakosság változása | Lakosság változása | Lakosság változása | Lakosság változása | Lakosság változása | Lakosság változása | Lakosság változása | Lakosság változása | Lakosság változása | Lakosság változása | Lakosság változása | Lakosság változása | Lakosság változása | Lakosság változása | Lakosság változása |
| ------------------ | ------------------ | ------------------ | ------------------ | ------------------ | ------------------ | ------------------ | ------------------ | ------------------ | ------------------ | ------------------ | ------------------ | ------------------ | ------------------ | ------------------ | ------------------ |
| 1857               | 1869               | 1880               | 1890               | 1900               | 1910               | 1921               | 1931               | 1948               | 1953               | 1961               | 1971               | 1981               | 1991               | 2001               | 2011               |
| 213                | 230                | 201                | 267                | 347                | 384                | 355                | 387                | 307                | 341                | 313                | 245                | 237                | 218                | 168                | 148                |

## Nevezetességei
A Legszentebb Istenanya tiszteletére szentelt pravoszláv parochiális temploma a Komogovinára, Umetićre és Kukuruzarira menő utak kereszteződésének közelében áll. A templomot 1877-ben építették klasszicista stílusban. Egyhajós épület, félköríves apszissal, félköríves ablakokkal, harangtornya a délre néző homlokzat felett áll. Ikonjai 1746-ban még a kukuruzari Istenanya mennybevétele templom számára készültek. A délszláv háborúban nem sérült meg, de elhanyagolt állapotban áll.

## Oktatás
Itt található a község egyetlen elemi iskolája, mely Zrínyi Katalin (Katarina Zrinska) nevét viseli. Gornji és Donji Kukuruzari, Prevršac, Mečenčani, Borojevići, Komogovina, Knezovljani, Umetići, Gornji és Donji Bjelovac, Bjelovački Kostreši, Gornja és Donja Velešnja, valamint Babina Rijeka iskolás gyermekei járnak ide. Az épület még az 1950-es években épült, 2005-ben minisztériumi támogatással teljesen felújították és 2006. december 13-án avatták fel.